# Évacuation de déchets radioactifs par l'espace
Pour un article plus général, voir Gestion des déchets radioactifs.
L'évacuation de déchets radioactifs par l'espace est une solution à la gestion des déchets radioactifs de type C (déchets de haute activité et à vie longue), c'est-à-dire les produits de fission (PF) ainsi que les actinides mineurs (AMin). Elle consiste à envoyer des déchets radioactifs dans l'espace pour les éliminer de la biosphère. Plusieurs pistes ont été étudiées par la NASA, comme envoyer des fusées à la surface de la Lune ou en orbite autour du Soleil.

## Historique

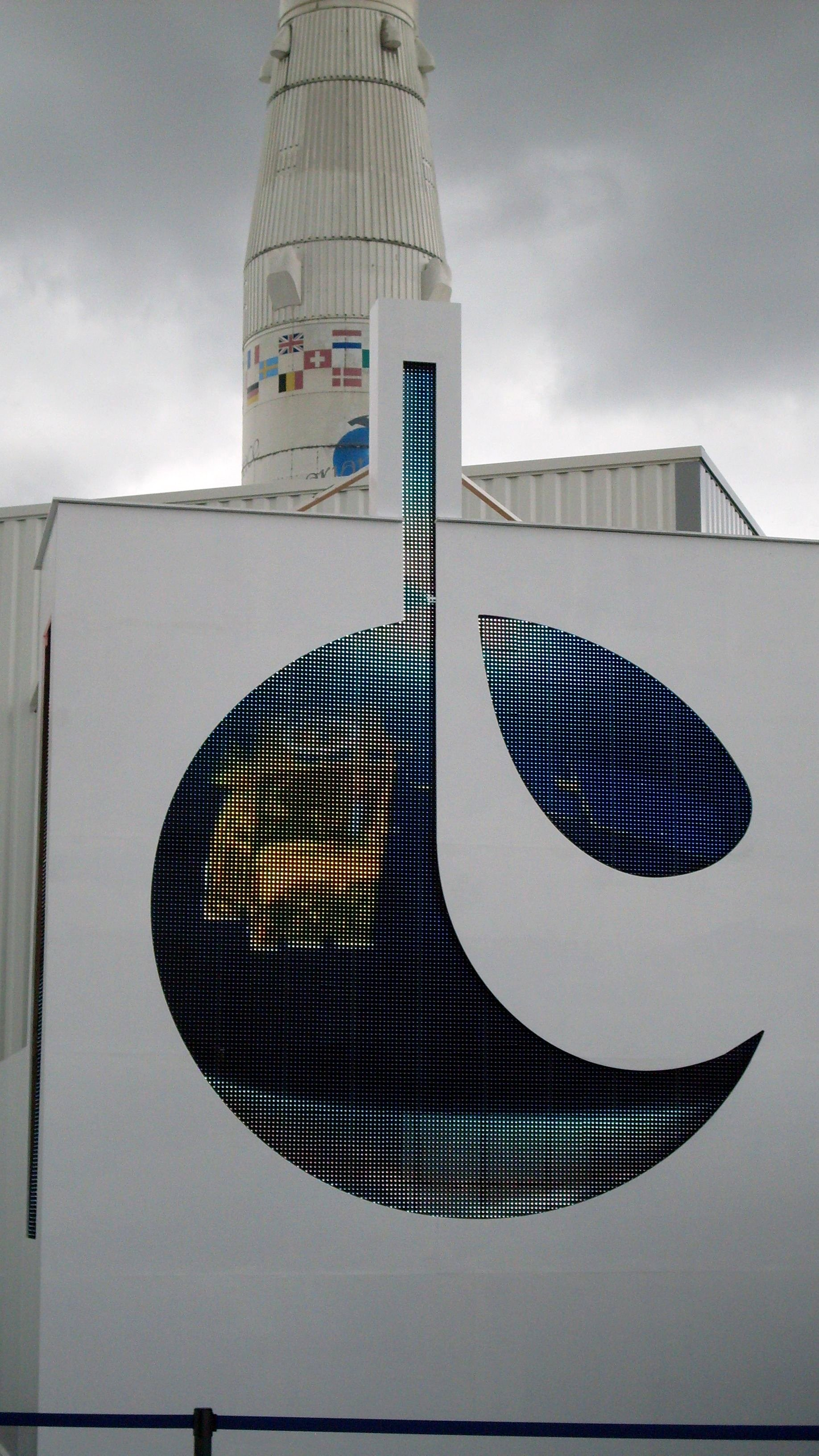
CNES

Dans les années 1960 et 1970 envoyer les déchets dans l’espace est une idée examinée par le Centre national d’études spatiales (CNES). Elle a alors été écartée car trop contraignante.

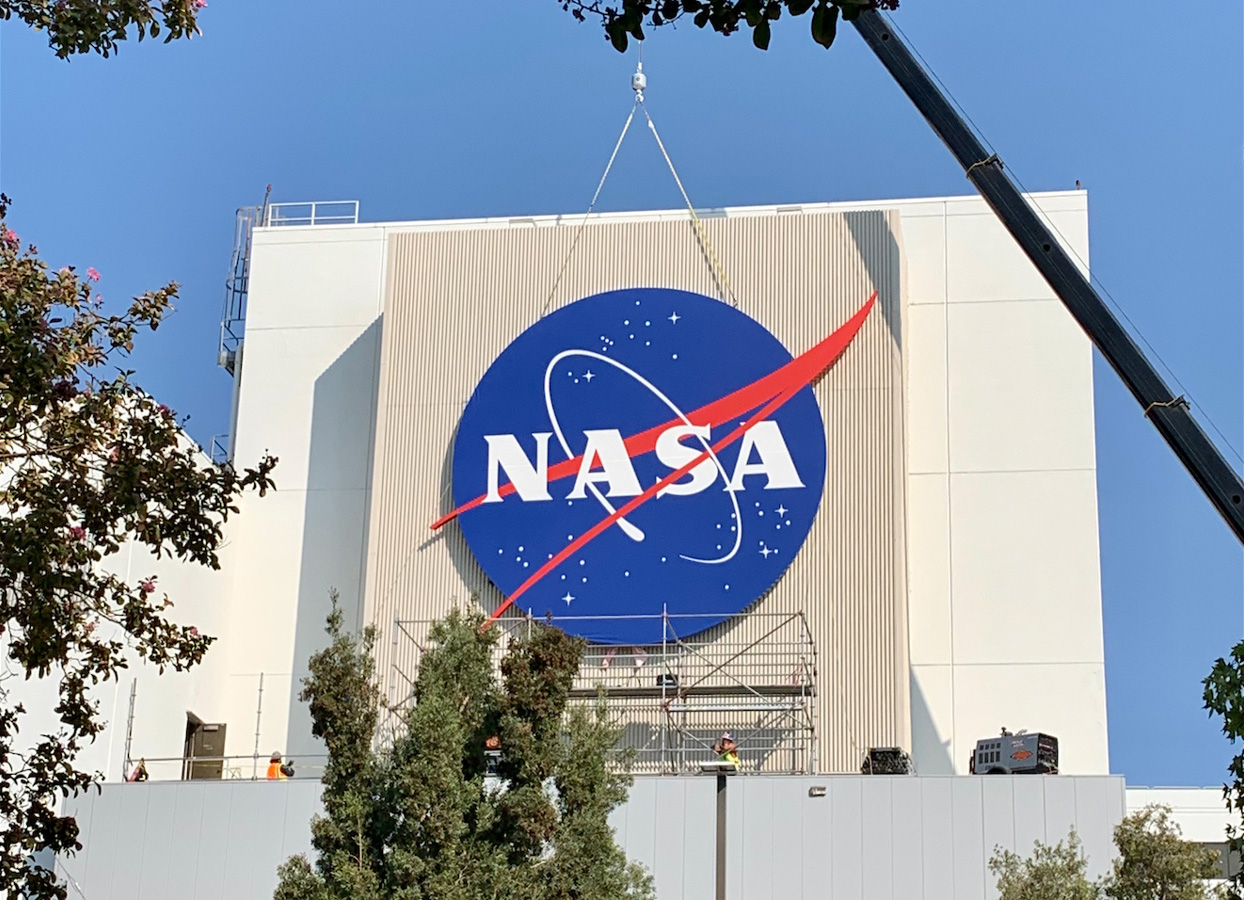
NASA

La NASA a envisagé cette option dans les années 1970 et 1980. Elle imagine certaines destinations comme la surface de la Lune ou l’orbite autour du Soleil, voire même au-delà du système solaire. En 1980, la NASA a confié à Boeing l'étude d'un projet d'envoi de déchets nucléaires dans l'espace interplanétaire.
Leurs travaux ont porté sur des conditionnements assez robustes pour parer à tout accident de l’engin porteur que ce soit une navette spatiale ou un lanceur lourd.

## Contraintes
Pour la NASA un des risques est la désintégration de la navette au décollage transportant les déchets, voir les emballages retomber en cas d'incident après le lancement n'est pas négligeable sachant que les conteneurs sont à très forte température. Pour y remédier, on a imaginé concevoir à long terme des fusées à ergol non explosifs (ex. : fusée à eau vaporisée par chauffage laser depuis le sol). À cela s'ajoute le coût de l'opération : le lancement d'une fusée Ariane 5 coûte 150 millions d'euros ; cependant le Starship devrait abaisser le coût à 10 USD par kilogramme en orbite. En comparaison, le coût pour gérer les déchets nucléaires aux États-Unis varie de 94,76 $ à 318,65 $ par kg pour le stockage provisoire, et de 148 $ à 1 041 $ par kg pour le stockage permanent, selon les estimations disponibles.
La quantité de déchets très radioactifs à évacuer atteint 340 tonnes par an (y compris le conditionnement et les emballages) pour la seule France, bien plus que la capacité d'une fusée actuelle. À titre d'exemple, la fusée Ariane 5 met 10 tonnes maximum en orbite solaire, soit 15 millions d'euros par tonne de déchets emballés et 34 lancements par an pour lancer tous les déchets français. Or aujourd'hui le coût du stockage profond géologique est de 150 000 euros par tonne, soit environ 100 fois moins cher .
De plus, la solution de mise en orbite demande de trouver des orbites non encombrées, capables de recevoir le train des déchets en question envoyés vers le Soleil (ou Mercure), l'encombrement de l'espace autour de la Terre par des déchets de natures diverses posant déjà problème.
Toutes ces raisons entrainent l'abandon du projet.